# Receptor do fator de crescimento epidérmico
O receptor do fator de crescimento epidérmico (EGFR; ErbB-1; HER1 em humanos) é o receptor celular de membrana para os membros da família dos fatores de crescimento epidérmico (família EGF) de ligantes extracelulares de proteínas. O receptor do fator de crescimento epidérmico é um membro da família de receptores ErbB, uma subfamília de quatro receptores tirosina quinase muito próximos: EGFR (ErbB-1), HER2/c-neu (ErbB-2), Her 3 (ErbB-3) e Her 4 (ErbB-4). Mutações que afetam a expressão ou a atividade de EGFR podem resultar em câncer. O fator de crescimento epidérmico foi descoberto por Stanley Cohen, da Universidade de Vanderbilt, e Rita Levi-Montalcini, o que resultou, para ambos, no Prêmio Nobel de Fisiologia ou Medicina de 1986.